# Première circonscription de la préfecture d'Ishikawa
La première circonscription de la préfecture d'Ishikawa (石川県第1区, Ishikawa-ken dai-ikku) est l'une des trois circonscriptions législatives que compte la préfecture d'Ishikawa au Japon.

## Description géographique
Depuis 1994, la première circonscription de la préfecture d'Ishikawa correspond à la ville de Kanazawa,.

## Députés
| Législature | Début de mandat | Fin de mandat | Député élu        | Parti politique | Parti politique |
| ----------- | --------------- | ------------- | ----------------- | --------------- | --------------- |
| 41e         | 1996            | 1998          | Keiwa Okuda (ja)  |                 | Shinshintō      |
| 41e         | 1998            | 2000          | Ken Okuda (ja)    |                 | PDJ             |
| 42e         | 2000            | 2003          | Hiroshi Hase      |                 | PLD             |
| 43e         | 2003            | 2005          | Ken Okuda         |                 | PDJ             |
| 44e         | 2005            | 2009          | Hiroshi Hase      |                 | PLD             |
| 45e         | 2009            | 2012          | Ken Okuda         |                 | PDJ             |
| 46e         | 2012            | 2014          | Hiroshi Hase      |                 | PLD             |
| 47e         | 2014            | 2017          | Hiroshi Hase      |                 | PLD             |
| 48e         | 2017            | 2021          | Hiroshi Hase      |                 | PLD             |
| 49e         | 2021            | 2024          | Takuo Komori (ja) |                 | PLD             |
| 50e         | 2024            | -             | Takuo Komori (ja) |                 | PLD             |